# Київський державний музичний ліцей імені Миколи Лисенка
Київський державний музичний ліцей і́мені Мико́ли Віта́лійовича Ли́сенка (КДМЛ) при Націона́льній музи́чній акаде́мії Украї́ни і́мені Петра́ Ілліча́ Чайко́вського — середня спеціалізована музична школа в місті Києві. Одна з чотирьох шкіл такого типу в Україні. Головною метою школи є ви́шкіл високопрофесійних музичних кадрів. У школі учні здобувають спеціальну музичну освіту одночасно з загальною середньою освітою.

## Історія

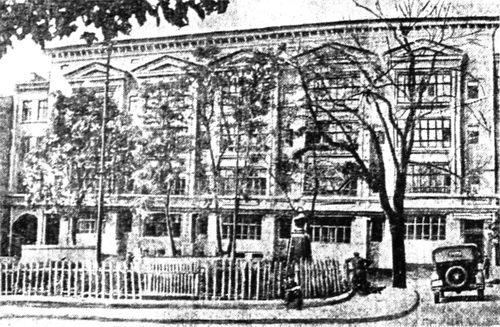
Старе приміщення школи у Музичному провулку (1930-ті роки)

У 30 роки ХХ століття творча ініціатива створення спеціальної музичної школи належала професорам Київської консерваторії: А. М. Луферу, К. М. Михайлову, А. А. Янкелевичу, Г. М. Беклемішеву, Є. М. Сливаку, В. М. Яблонському. Серед перших викладачів: піаністи К. Н. Михайлов, Є. М. Сливак, А. А. Янкелевич, Є. В. Фрейнкін, Ф. Д. Фастівський, І. І. Тамаров, Р. Б. Кругла, Б. Е. Мілич; скрипалі Д. С. Бертьє, А. А. Пелих, С. К. Каспін; віолончелісти І. І. Козлов, С. В. Вільковський; на відділі духових інструментів — трубач В. М. Яблонський; відомі в країні викладачі теорії музики  — Ф. І. Аерова, А. З. Писаревський та інші.
Першими директорами Київської середньої спеціалізованої музичної школи-інтернату імені Миколи Лисенка (КССМШІ) стали музиканти І. А. Грінштейн, В. І. Чижський, М. Б. Косяков, П. І. Басенко, О. П. Білофастов.
Їх справу в 80-ті роки КССМШ імені М. В. Лисенка продовжили: В. Козін — заслужений діяч мистецтв України, професор (скрипка), Близько 30-ти років заступником директора на спеціальному циклі, на рубежі ХХ — ХХІ століть був В. Єрмаков, Понад 35 років школу очолював заслужений діяч мистецтв України В. Шерстюк. Від червня 2019 року директором школи є заслужений діяч мистецтв України, доктор культурології, професор С. М. Волков.
У ХХІ столітті в КДМЛ імені М. В. Лисенка навчання учнів відбувається на відділах спеціального циклу: фортепіано, скрипковому, струнному, духових та ударних інструментів, диригентсько-хоровому, камерного ансамблю та концертмейстерського класу, загального та спеціалізованого фортепіано, теорії музики, зокрема, в класі композиції.
Термін навчання в ліцеї становить 11-років на двох циклах — спеціальному та загальноосвітньому. Навчальний план передбачає за вибором учнів навчання в класах клавесина та органа, симфонічного диригування. Творчими лабораторіями для учнів школи є академічні колективи школи — симфонічний оркестр, хор хлопчаків та юнаків, камерний хор дівчат. Напрацьована в школі система професійного музичного виховання відрізняється гнучким підходом до особистості кожного учня і вбирає в себе найновітніші досягнення української та зарубіжної педагогіки.
Серед викладачів школи - солісти Національної опери імені Т. Г. Шевченка, Національної філармонії України. Викладачі та учні школи проводять концертно-просвітницьку роботу, виступають у найпрестижніших концертних залах Києва, України та за її межами. Учні школи вже під час навчання стають лауреатами багатьох міжнародних престижних виконавських конкурсів та конкурують на сцені з видатними митцями ХХ — ХХІ століття.  

## Структура
1. Загальноосвітній цикл навчання (курс середньої освіти)
2. Спеціальний цикл навчання

- Фортепіанного відділу
- Скрипкового відділу
- Відділу струнних інструментів, в який входить секція народних інструментів
- Відділу духових і ударних інструментів
- Відділ загального та спеціалізованного фортепіано
- Диригентсько-хорового відділу
- Відділу теорії музики
- Відділу камерного ансамблю та концертмейстерського класу

## Випускники
До числа найвідоміших випускників школи належать:
- Олександр Безуглий — гобоїст;
- Олександр Гоноболін — скрипаль, композитор, диригент
- Олексій Гринюк — піаніст;
- Леся Дичко — композитор;
- Вадим Дубовський — український і американський оперний співак
- Влад Зайцев — співак, композитор;
- Олександр Злотник — композитор;
- Людмила Каверіна — музикознавиця, піаністка, педагог;
- Володимир Кожухар — диригент;
- Аліна Коміссарова — скрипалька;
- Юрій Кот — піаніст;
- Соломія Лук'янець — співачка;
- Тарас Петриненко — співак, композитор;
- Анатолій Погребний — співак
- Валерій Посвалюк — трубач;
- Олександр (Олесь) Семчук — скрипаль;
- Микола Сук — піаніст;
- Ян Френкель — композитор;
- Людмила Цвірко — піаністка;
- Володимир Шаїнський — видатний радянський композитор;
- Ігор Шамо — видатний український композитор;
- Вадим Холоденко — піаніст;
- Ліліан Акопова — піаністка;
- Дмитро Левкович — піаніст;
- Максим Тимошенко — ректор НМАУ (з 2018).

## Викладачі
Серед відомих викладачів: Елеонора Виноградова (художній керівник хору хлопчиків та юнаків в 1986—1997 рр.), Євгенія Котельникова (художній керівник цього ж хору в 60-70 роках), Світлана Зубкова, Ірина Ліпатова, Наталія Гриднєва, Ірина Баринова, Лариса Вакаріна, Олена Шерстюк, Валентин Шерстюк, Тетяна Абаєва, Борис Федоров, Маргарита Головко, Наталія Толпиго, Ніна Найдич, Сергій Рябов, Світлана Чепіга, Ярослава Рівняк, Ольга Рівняк, Тетяна Сніжна, Людмила Овчаренко, Ованес Булудян, Володимир Турбовський, Валерій Посвалюк, Олександр Блінов, Володимир Кошуба, Лариса Райко, Надія Оксаниченко, Софія Добржанська, Алла Борщаговська, Євген Куришев, Людмила Куришева, Наталія Конарюкова, Сергій Солонько, Роман Лопатинський, Фріда Аерова, Лариса Галатенко, Маргарита Вронська, Людмила Пясковська, Олександр Струєв, Август Жуков, Сергій Волков, Роман Вовк, Лідія Кухтіна, Олена Лавриненко, Геннадій Кот, Олена Корчова, Валентин Кучеров, Сергій Протопопов, серед викладачів гуманітарних дисциплін — Оксана Леоненко, Ольга Йосипенко.
Окрім цього у школі паралельно працювали відомі професори Київської консерваторії (нині — Національна музична академія України імені П. І. Чайковського) Олександр Панов, Вадим Червов, Богодар Которович, Даниїл Юделевич, Всеволод Воробйов, Борис Архімович, Ігор Пясковський та ін., а зараз плідно працюють Анатолій Гудько, Валерій Козлов, Юрій Кот, Олена Червова, Юрій Василевич, Сергій Кулаков, Юлія Пучко-Колесник та ін.